# Milorad Drašković
Milorad Drašković (Polom, 10. travnja 1873. – Delnice, 21. srpnja 1921.), bio je srbijanski odvjetnik, političar te ministar u Kraljevini Srbiji i Kraljevini SHS.

## Životopis
Milorad Drašković rođen je 1873. godine u rudarskom selu Polomu, kraj Gornjeg Milanovca. Kao mladić odlazi u Beograd, gdje studira pravo i diplomira 1894. godine te postaje odvjetnik. Godine 1899. biva protjeran iz zemlje zbog članstva u Samostalnoj radikalnoj stranci, no povratak mu je omogućen već iduće godine, nakon čega se počeo baviti mljekarstvom u okolici Smedereva. Nakon Majskog prevrata i dolaska na vlast dinastije Karađorđević, Draškoviću je omogućen povratak u političke vode. Godine 1905. postaje ministar narodne privrede Kraljevine Srbije i zastupnik u Narodnoj skupštini. Početkom Prvog svjetskog rata, 1914. godine, postaje ministar građevine i prometa, a tijekom povlačenja srpske vojske na Krf krajem 1915. godine, nakratko je imenovan i ministrom vojske.
Po završetku Prvog svjetskog rata, regent Aleksandar Karađorđević ga postavlja na položaj ministra unutarnjih poslova novoosnovane Kraljevine SHS. Na tome položaju sudjelovao je na Pariškoj mirovnoj konferenciji, koja je završila uspješno po srbijansku stranu. Drašković je u povijesti ostao upamćen ponajprije kao tvorac Obznane, kojom je Komunistička partija Jugoslavije stavljena izvan zakona. Zbog toga je postao poželjna meta komunističkih atentatora, prvenstveno pripadnika terorističke organizacije Crvena pravda. Na njega je izveden neuspješni atentat u Beogradu 3. svibnja 1921. godine. Nakon atentata povukao se iz vlade. Alija Alijagić, član Crvene pravde, izveo je uspješan atentat i usmrtio Milorada Draškovića 21. srpnja 1921. godine u Delnicama.
Njegovo je tijelo prebačeno iz Delnica u Beograd i 24. srpnja 1921. godine pokopano na beogradskom Novom groblju.
U travnju 2005. godine, u beogradskome naselju Petlovo brdo, ulica koja je od nakon Drugoga svjetskoga rata nosila ime Alije Alijagića preimenovana je u Ulicu Milorada Draškovića.